# خوسيه ر. أوليفا
خوسيه ر. أوليفا هو سياسي أمريكي، ولد في 6 يناير 1973 في إليزابيث في الولايات المتحدة. نشط حزبياً في الحزب الجمهوري. وقد انتخب عضو مجلس نواب فلوريدا ‏.